# Maicol Berretti
Maicol Berretti (* 1. Mai 1989 in San Marino) ist ein san-marinesischer Fußballspieler.

## Karriere

### Verein
Nachdem er in der Saison 2007/08 für Pennarossa spielte, jedoch in dieser Zeit an Santarcangelo verliehen war, wechselte er im Sommer 2008 schließlich fest zu Real Montecchio sowie zur Folgesaison zu Polisportiva Castellarano Calcio. Ab Mitte des Jahres 2010 kehrte er dann aber wieder zu Pennarossa zurück, wo er nun knapp vier Jahre verblieb und anschließend zu SS Folgore ging, wo er dann maximal zwei Spielzeiten aktiv war und sogar einmal in der Qualifikation für die Europa League zum Einsatz kam. Über weitere sechs Spielzeiten stand er dann wiederum bei Libertas unter Vertrag, bevor er in der Spielrunde 2022/23 ein drittes Mal für Pennarossa die Schuhe schnürte. Seit Sommer 2023 ist er mittlerweile vereinslos.

### Nationalmannschaft
Mit der U21 von San Marino bestritt er von 2007 bis 2009 einige Einsätze in der Qualifikation für diverse Europameisterschaften.
Seinen ersten bekannten Einsatz für die A-Nationalmannschaft hatte er am 21. November 2007 bei der Qualifikation für die Europameisterschaft 2008. Während der 0:5-Niederlage gegen die Slowakei wurde er in der 61. Minute für Gianluca Bollini eingewechselt. Danach bestritt er in den darauffolgenden Jahren mit der Mannschaft auch mehrere Partien in der Qualifikation für die Weltmeisterschaft 2010 sowie der für Europameisterschaft 2012 sowie hin und wieder auch mal ein Freundschaftsspiel. Nach seinem letzten Einsatz im Jahr 2011 kam er dann über zwei Jahre nicht mehr zum Einsatz, bis er wieder im Jahr 2013 einen Einsatz bei einem Freundschaftsspiel sowie in zwei Partien der Qualifikation für die Weltmeisterschaft 2014 Spielzeit sammelte. Darauf folgten dann mit dem Abstand von wieder jeweils gut einem Jahr noch ein paar letzte Partien von ihm, unter denen eine auf die Quali für die Europameisterschaft 2016, zwei Freundschaftsspiele und als letztes ein Einsatz in der Qualifikation für die Weltmeisterschaft 2018 im Oktober 2017 fiel.